# Aurelio Vessichelli

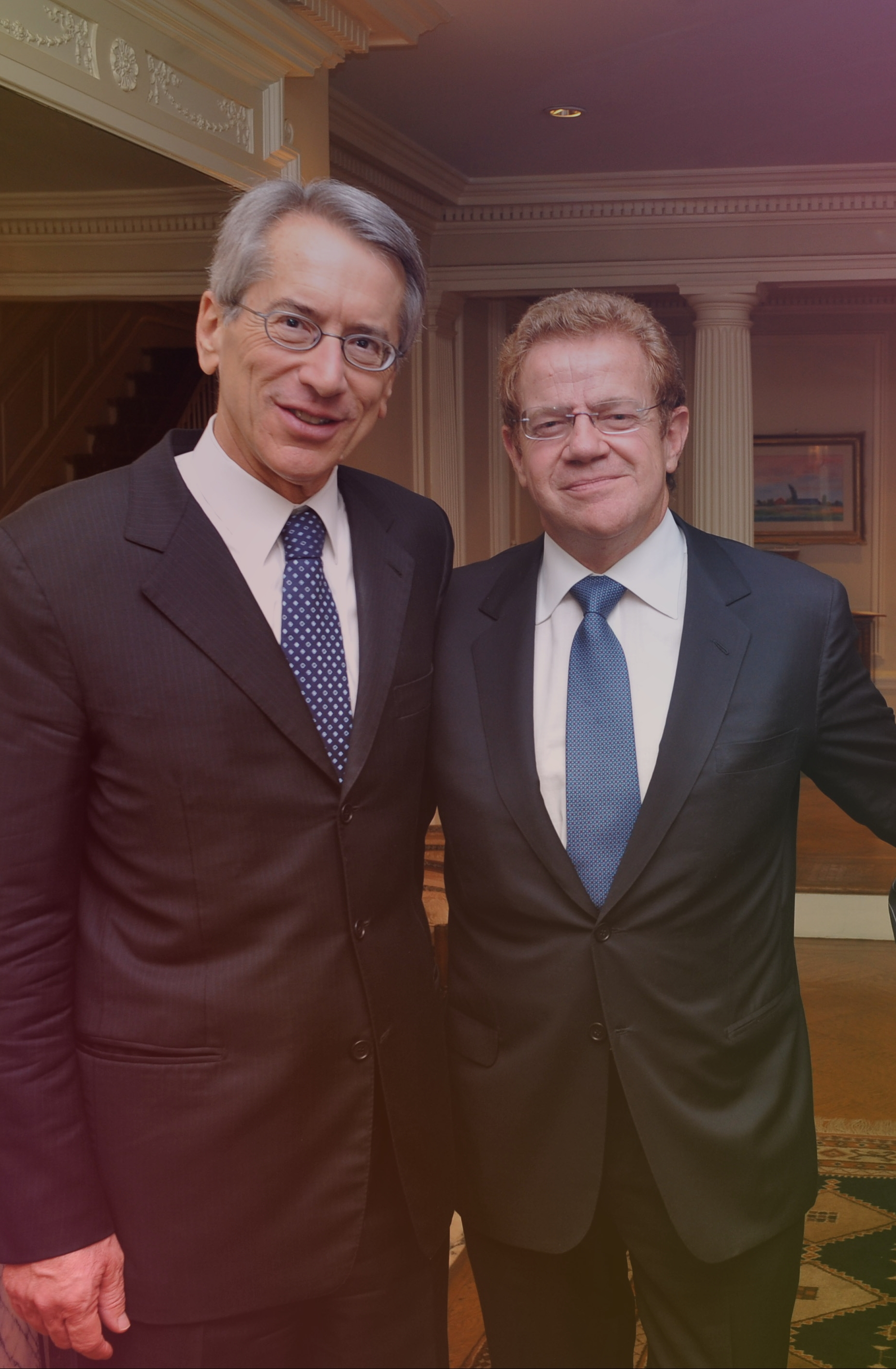
L'Avvocato Aurelio Vessichelli con l'Ambasciatore Giulio Terzi di Santagata

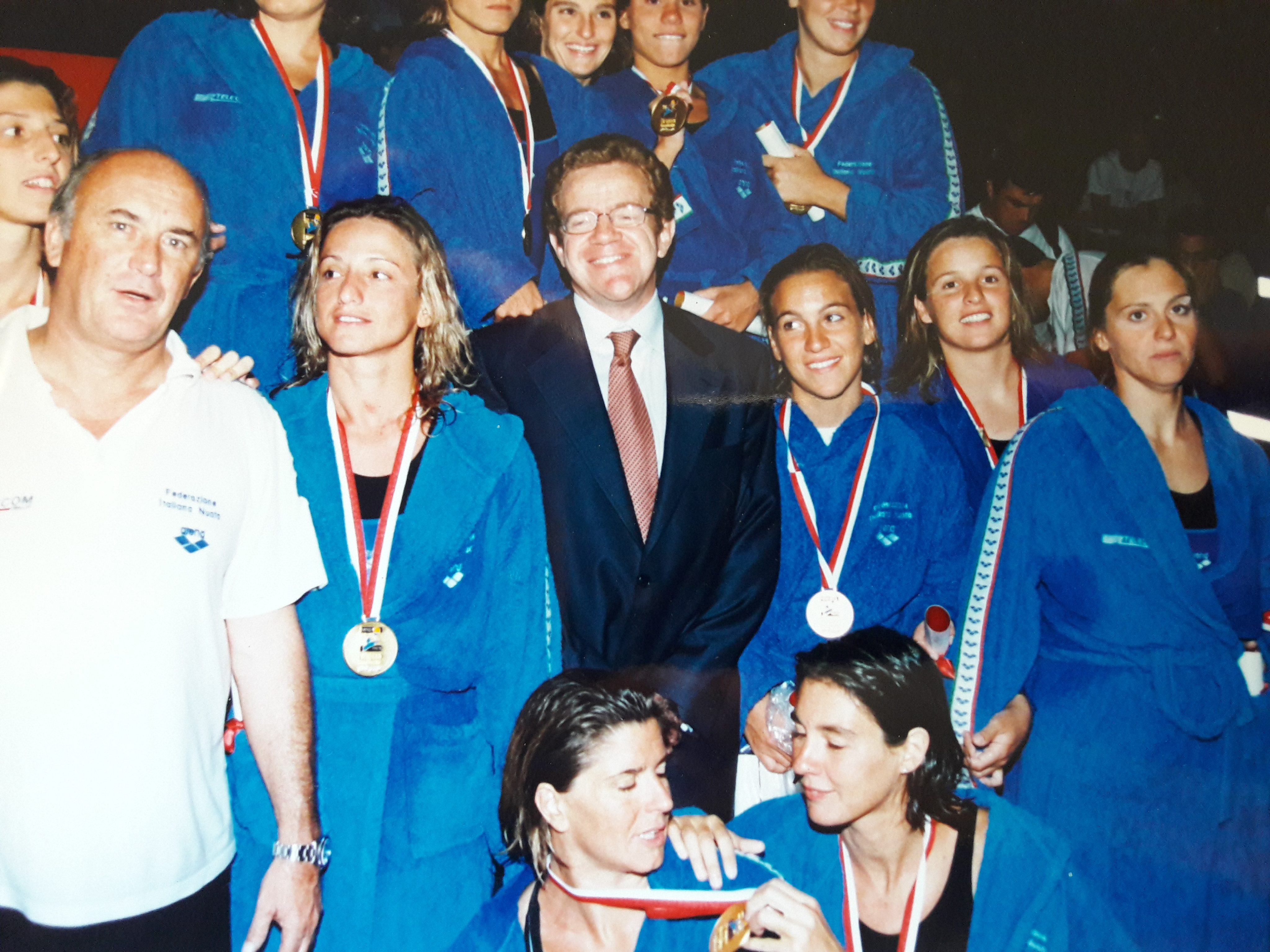
Il Setterosa, Oro ai Campionati Europei 1999 con Pierluigi Formigoni e il Commissario F.I.N. Avvocato Aurelio Vessichelli.

Aurelio Vessichelli (Orte, 1º dicembre 1958) è un ex magistrato e dirigente sportivo italiano, avvocato dello Stato e componente del Collegio di Garanzia dello Sport del CONI.

## Biografia
Allievo di Cesare Massimo Bianca, ordinario di diritto civile nella facoltà di Giurisprudenza dell'Università degli Studi di Roma "La Sapienza",  nel 1981 diventa cultore della materia presso la stessa cattedra universitaria.
Entra in magistratura, (seguendo l'esempio del padre Raffaele Vessichelli),  come uditore giudiziario nell'aprile del 1986 e viene destinato alle funzioni di giudice del tribunale di Aosta.
Nel 1987 lascia la magistratura ordinaria e transita, per concorso, nei ruoli dell'Avvocatura dello Stato, prima con la qualifica di procuratore dello Stato e poi dal 1991, ancora per concorso,  con quella di avvocato dello Stato presso l'Avvocatura Generale dello Stato.
Avvia nel 1999 la sua esperienza di dirigente sportivo allorché, a seguito del commissariamento per gravi irregolarità amministrative della Federazione Italiana Nuoto viene nominato con delibera 15 giugno 1999 dalla Giunta Nazionale del CONI commissario straordinario della F.I.N. con il compito di traghettare la Federazione, con i poteri del presidente e del Consiglio Federale insieme, all'assemblea elettiva una volta avviate a soluzione le anomalie amministrative e contabili riscontrate e superata la fase di crisi gestionale della Federazione, d'intesa con il CONI e gli altri organi coinvolti (Corte dei Conti e Procura della Repubblica).
In tale veste nel settembre del 2000 guida quale capo delegazione la Nazionale di nuoto dell'Italia ai Giochi della XXVII Olimpiade di Sydney.

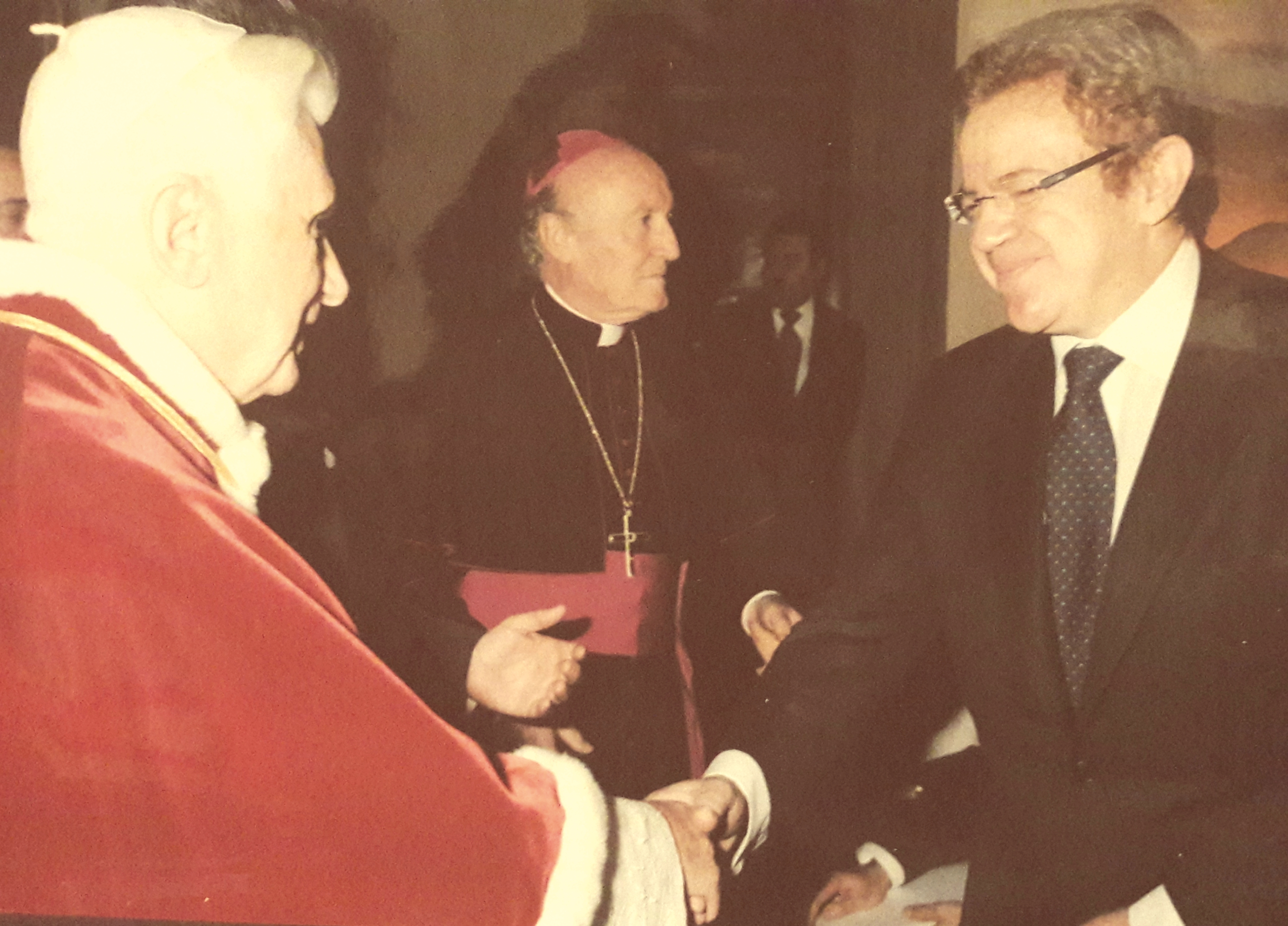
L'avv. Aurelio Vessichelli con Sua Santità Papa Benedetto XVI.

Nel corso del 2005 viene chiamato dal CONI a far parte della Camera di Conciliazione e di Arbitrato dello Sport e nel 2009 entra nell'elenco dei presidenti del Tribunale Nazionale di Arbitrato dello Sport .
È componente del Collegio di Garanzia dello Sport del CONI.
Dal 2 ottobre 1994 è sposato con l'architetto romano Laura Castelgrande.

### L'esperienza di Commissario Straordinario CONI della Federnuoto
Succede a Guglielmo Negri per la prosecuzione dell'incarico di Commissario CONI, alla guida della FIN con la sostituzione delle ordinarie cariche federali (l'allora presidente Bartolo Consolo e il consiglio federale), con l'obiettivo fondamentale di gestire la fase commissariale della Federazione secondo le indicazioni del CONI, senza pregiudicare o danneggiare la preparazione degli atleti e i risultati sportivi alla vigilia di importanti appuntamenti nazionali ed internazionali, primi fra tutti i Giochi della XXVII Olimpiade di Sydney 2000. Il primo banco di prova fu l'ottava edizione dei Campionati Europei di Pallanuoto in programma dal 4 al 9 settembre 1999 a Prato, dove il Setterosa, allenato dal C.T. Pierluigi Formiconi, conquista il terzo titolo consecutivo battendo in finale la Nazionale dell'Olanda.
Con il medesimo obiettivo,  agli inizi del 2000 promuove , anche in linea con gli auspici espressi dal C.T. Alberto Castagnetti, l'attivazione del Centro Federale di Arbizzano, che sarà successivamente intitolato allo stesso Alberto Castagnetti, con il nome di Centro Federale di Alta Specializzazione di Verona.
Essenziale al lavoro del commissario si rivela il supporto da parte di Gianni Storti, maestro dello sport e allenatore, nominato segretario generale della Federazione, che accompagna il lavoro del commissario fino alla convocazione dell'assemblea elettiva.
Le Olimpiadi di Sydney segnano per il nuoto azzurro un risultato sportivo senza precedenti con 3 ori, 1 argento e 2 bronzi.,  risultato ed impresa di portata storica per il Nuoto Italiano , mai ottenuti prima e non più superati ne' eguagliati nei Giochi Olimpici successivi sino ad oggi.
Al ritorno dalla spedizione olimpica, viene posto termine alla gestione commissariale della FIN, con la convocazione dell'assemblea per la elezione delle ordinarie cariche federali, tenutasi a Chianciano nel 2000.

### L'esperienza nella Giustizia Sportiva de C.O.N.I.
Il Consiglio Nazionale del C.O.N.I., il 30 giugno 2005,  lo nomina componente della Camera di Conciliazione e Arbitrato per lo Sport, allora istituita dallo Statuto del C.O.N.I. allo scopo di giudicare in via definitiva sulle controversie riguardanti le Federazioni Sportive Nazionali , le Discipline sportive associate e gli Enti di promozione sportiva.
Nel 2008 lo Statuto del C.O.N.I. viene modificato con l'istituzione di nuovi Organi di Giustizia sportiva: l'Alta Corte di Giustizia sportiva ed il Tribunale nazionale di arbitrato per lo Sport (TNAS), che prenderanno il ruolo e le competenze della Camera di conciliazione, quali Organi di Giustizia deputati a giudicare in ultima istanza le controversie sportive.
Nel febbraio del 2009 il C.O.N.I. lo designa pertanto quale componente nell'elenco dei Presidenti del TNAS .
La Giustizia sportiva del C.O.N.I. sara' protagonista nella vicenda che a partire dal 2011 in modo massiccio travolge il mondo del calcio prendendo l'appellativo giornalistico di Calciopoli o Scommessopoli,  con un numero elevatissimo di squalifiche e altre tipologie di condanne per frode sportiva a carico di giocatori, tecnici e dirigenti sportivi all'esito di complessi procedimenti sia in ambito Federale che appunto in ambito C.O.N.I., portati a termine anche grazie al contributo e all'impegno gravosi di magistrati, avvocati e docenti universitari, esperti della materia.
Alla fine di giugno del 2014,  a seguito di un'ulteriore riforma della giustizia sportiva introdotta dal C.O.N.I. sotto la Presidenza di Giovanni Malago',   con la soppressione sia dell'Alta Corte sia del TNAS,  e la conseguente riunione delle funzioni di entrambi in un unico organo denominato Collegio di Garanzia dello Sport, viene designato componente del nuovo Organo di Giustizia sportiva di ultima istanza del C.O.N.I..
Viene insignito su proposta della F.I.N. dell'onorificenza sportiva della Stella di bronzo al Merito Sportivo C.O.N.I. (numero di brevetto 15759/2020)

## Onorificenze
È Grande Ufficiale dell'Ordine al merito della Repubblica Italiana dal 27 dicembre 2001.
È Grande Ufficiale  pro merito melitensi del Sovrano Militare Ordine di Malta dal 23 giugno 2010
È Commendatore di Merito dell'Ordine Costantiniano di San Giorgio dal 16 luglio 2010
E' insignito della Stella al Merito Sportivo C.O.N.I. di bronzo,  dal 2020 .